# Hanna (Dent d'ours)
Pour les articles homonymes, voir Hanna.
Hanna est le second tome de la série de bande dessinée Dent d'ours produite par Yann (scénario) et Alain Henriet (dessin). L'album est prépublié dans Spirou et sort aux éditions Dupuis en avril 2014.

## Synopsis

### Récit principal: hiver 1944-1945
Max est parachuté en Pologne, en territoire occupé par le Troisième Reich, alors que l'avion de transport C-47 américain qui l'a amené et l'escadrille de bombardiers de nuit britanniques Handley Page Halifax qui faisaient diversion se font étriller par les intercepteurs allemands à décollage vertical Focke-Wulf Triebflügel. Une fois au sol, Max prend contact avec l'Armia Krajowa et avec un agent nommé Marek Celt (pseudonyme de Tadeusz Chciuk) représentant les services secrets britanniques, le SOE (special operations executive). Il se joint au groupe. Sur la route, le camion de Max et des résistants est contrôlé par une patrouille de l'armée allemande. Max, en uniforme allemand et avec de faux papiers, se fait passer pour un oberleutnant de la Luftwaffe et réussit à passer le contrôle.
De son côté, Hanna commence à émettre des doutes sur la possible victoire allemande dans la guerre. Adolf Galland essaye alors de l'embrasser, mais il est vivement repoussé, Hanna lui déclarant qu'elle est amoureuse d'un autre Adolf. Par la suite, à bord d'un Heinkel He 162 Salamander, elle abat deux avions de reconnaissance britanniques.
Au camp de l'Armia Krajowa, Max prend l'identité d'un oberleutnant pour entrer dans la base aérienne allemande. Il prend alors le pseudonyme de Werner Zweiköpfiger. Le véritable Werner Zweiköpfiger est torturé puis tué, malgré les réticences de Max. La nuit suivante, il a une relation sexuelle avec une résistante, Zofia. Le lendemain, les résistants tendent une embuscade à un camion allemand et massacrent tous les jeunes pilotes, nouvelles recrues de la Luftwaffe, qu'il transportait. Max est volontairement blessé et se mêle aux cadavres allemands pour infiltrer son objectif.
Max est ainsi intégré à la formation des jeunes recrues de la Luftwaffe, dans l'escadron Leonidas,,. Malgré sa blessure, il parvient à impressionner Hanna, qui n'a pas reconnu son ami d'enfance, à l'exercice de la roue allemande (« rhönrad »). Il devient ainsi copilote de cette dernière. Mais les membres de l'Armia Krajowa qui avait aidé Max à infiltrer la base allemande sont capturés et condamnés à mort. Max parvient à les faire échapper, mais une fois l'alerte donnée, Zofia reste pour couvrir la retraite de son groupe. Elle est finalement abattue.
Par un flashback remontant un mois avant la scène, les auteurs expliquent le plan du colonel Donovan pour assassiner Hanna Reitsch. Max doit placer une micro-bombe dans le cockpit d'Hanna alors qu'elle teste un prototype. L'explosion ayant lieu en plein vol, l'objectif est de faire croire à une erreur de conception du prototype, permettant ainsi non seulement la mort de Hanna, mais aussi un retard dans les recherches nazies.

Max part en tant que copilote de Hanna sur un Fieseler Fi 103R Reichenberg pour faire des essais. Une fois en vol, Max tente d'activer sa micro-bombe, mais il n'y parvient pas en raison de la poussée de l'appareil lancé à 950 km/h. L'appareil est forcé à un atterrissage d'urgence à pleine vitesse. Hanna parvient à extraire de l'appareil son copilote, inconscient juste avant que l'avion n'explose en raison de l'accident. Hanna tombe alors sur le talisman de canine d'ours des cavernes qu'elle partageait avec ses amis d'enfance, Werner et Max. Elle reconnait ce dernier toujours inconscient, puis l'embrasse.

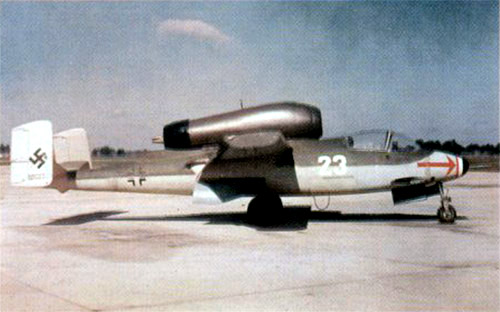
Heinkel He 162 piloté par Hanna
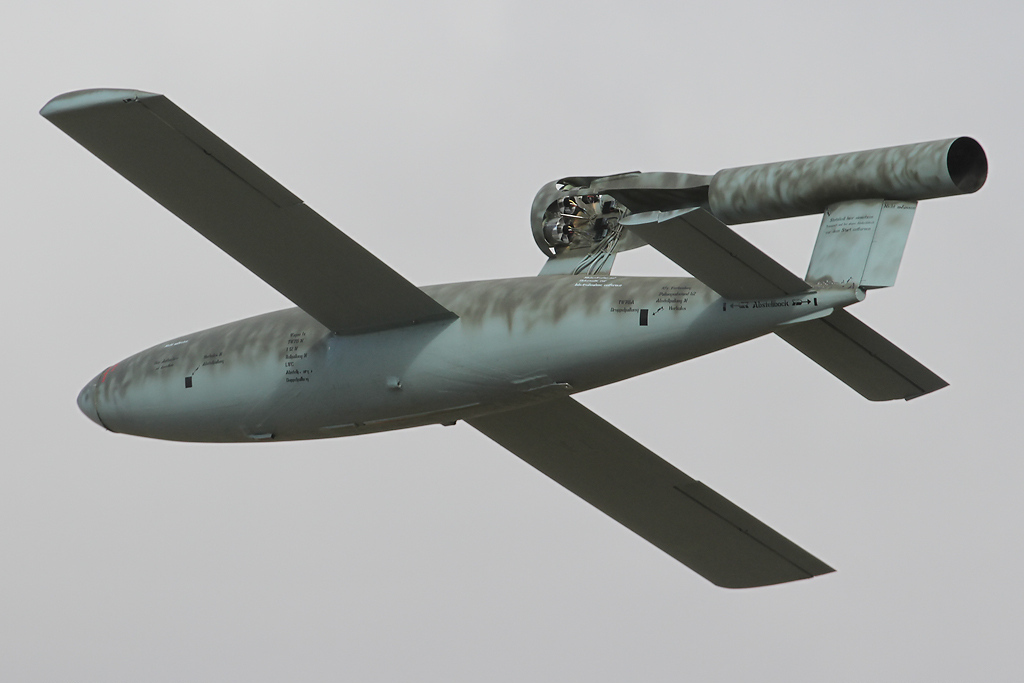
Missile V1, dont la variante Fieseler Fi 103R Reichenberg fut pilotée par Hanna et Max

### Flashbacks: Silésie (années 30)

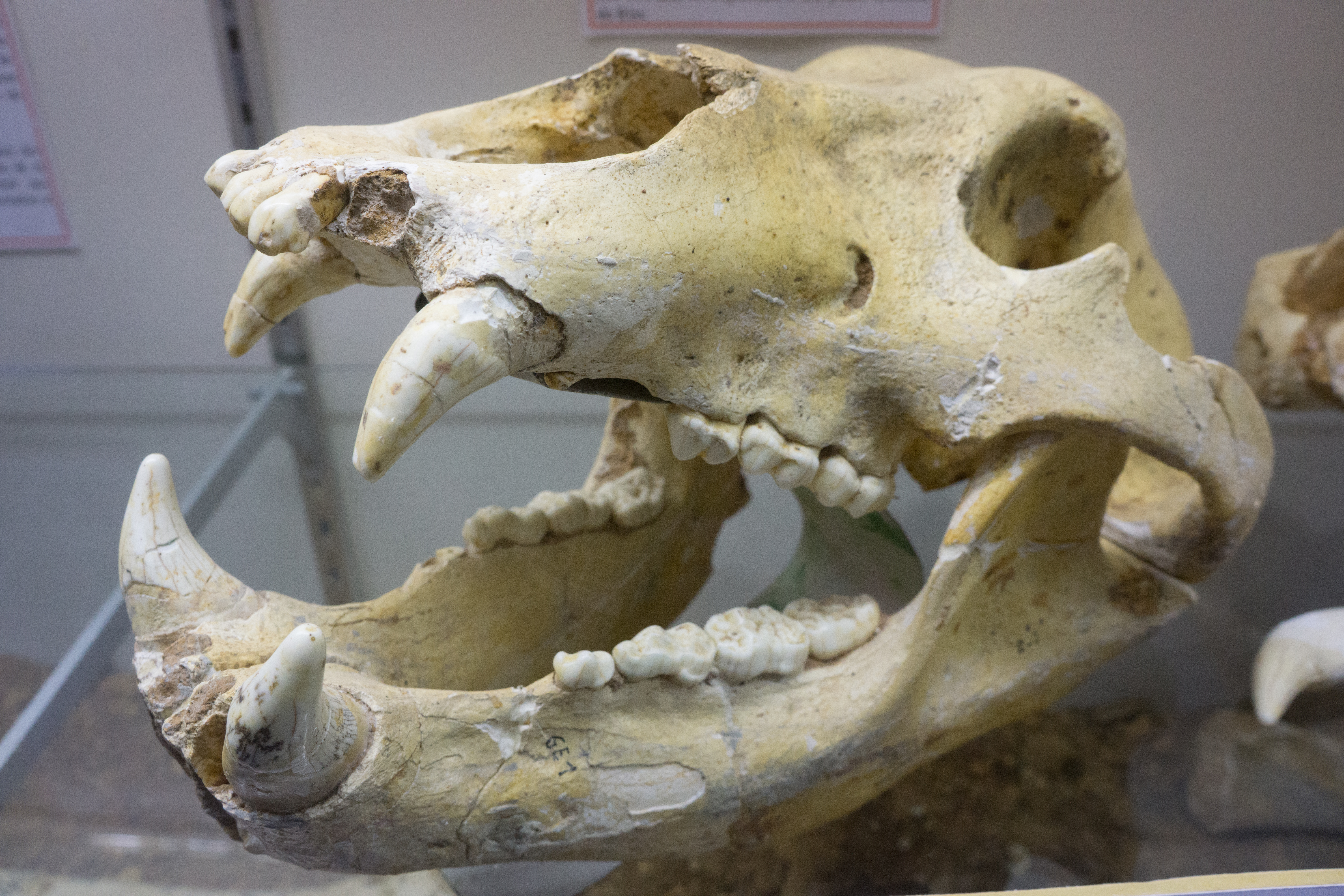
Crâne d'ours des cavernes. Les canines servent de talisman à Hanna, Max et Werner

En 1934, Max, Werner et Hanna escaladent le Mont des Géants en Basse-Silésie malgré un orage. Les enfants s'abritent dans une grotte ayant servi de lieu pour des rites consacrés au dieu Wotan, comprenant notamment un crâne d'ours des cavernes recouvert de sang séché, auquel il manque une de ses quatre canines. Bloqués par l'orage, les enfants jouent les rites païens. Frappée par la foudre, la grotte s'éboule en partie, Hanna casse le crâne et donne une canine d'ours à Max et à Werner.

## Personnages
- Hanna Reitsch
- Max
- Werner
- Adolf Galland : supérieur hiérarchique de Hanna
- Otto Skorzeny : instructeur des jeunes pilotes recrues de la Luftwaffe.
- Tadeusz Chciuk : présenté sous son pseudonyme « Marek Celt », membre de l'armée secrète polonaise (Armia Krajowa), représentant du special operations executive
- Zofia : résistante polonaise
- Colonel Donovan (dit « Wild Bill ») : dirigeant de l'Office of Strategic Services (OSS)

## Analyse
La bande dessinée présente de nombreux flashbacks entre l'enfance de Hanna, Max et Werner et l'action principale qui se déroule fin 1944,. Quelques dialogues des résistants polonais ou des soldats allemands sont écrits dans la langue originale des interlocuteurs, le lecteur peut alors se référencer aux notes en bas de page pour la traduction.
Les auteurs s'attachent à un ancrage historique fort, en détaillant les dessins d'avions ou en utilisant des personnages historiques,.

## Publication
Second tome de la série Dent d'ours, Hanna est prépublié dans Spirou à partir du 2 avril 2014 (no 3964). L'album est ensuite publié en mai aux éditions Dupuis.

## Clins d'œil
Le nom d'emprunt de Werner est « Zweiköpfiger », qui se traduit en français par « à deux têtes ». Cela lui convient à merveille, lui qui utilise déjà, depuis son exil aux États-Unis, l'identité de son ami Max Kurztmann. Tel Janus le dieu romain à deux visages, il joue donc en permanence sur ses deux fausses identités, se présentant comme juif (ce qui est faux) auprès des Américains et des Polonais, et de pure race aryenne (ce qui est vrai) auprès des Allemands.